# Angoulins
Angoulins (prononcé [ɑ̃ɡulɛ̃] ; ou de manière non-officielle Angoulins-sur-Mer) est une commune de l'Ouest de la France située dans le département de la Charente-Maritime, en région Nouvelle-Aquitaine.

## Géographie
La commune d'Angoulins se situe dans le nord-ouest du département de la Charente-Maritime, dans l'ancienne province d'Aunis.
Sur un plan plus général, Angoulins est située dans le Sud-Ouest de la France, au centre de la côte atlantique dont elle est riveraine, faisant partie du « Midi atlantique ».
Angoulins est avant tout une commune littorale située en bordure de l'océan Atlantique.

### Communes limitrophes
|                  | Aytré              | La Jarne       |
| Océan Atlantique | Angoulins          |                |
|                  | Châtelaillon-Plage | Salles-sur-Mer |

### Géologie
Tout le territoire communal d'Angoulins est situé en terrain jurassique, lequel recouvre entièrement la plaine de l’Aunis. Les affleurements calcaires et marneux du Jurassique apparaissent en surface sur la commune dont le relief est à peine vallonné.
La bordure littorale d'Angoulins, qui correspond aux dernières extrémités de la plaine de l'Aunis, est relativement variée, elle fait alterner des côtes basses (côtes sablonneuses et côtes marécageuses) et des côtes assez élevées (falaises calcaires).
Les côtes basses, où se trouvent d'anciens marais salants aujourd’hui transformés en claires à huîtres (marais nord de la pointe du Chay), sont issues des épanchements du Quaternaire ; ceux-ci correspondent à des apports sédimentaires d'origine marine, issus de la dernière transgression flandrienne. La côte sablonneuse est située dans une petite anse formée naturellement par les phénomènes de l'érosion marine et des courants marins (plage d'Angoulins, au sud de la pointe du Chay).

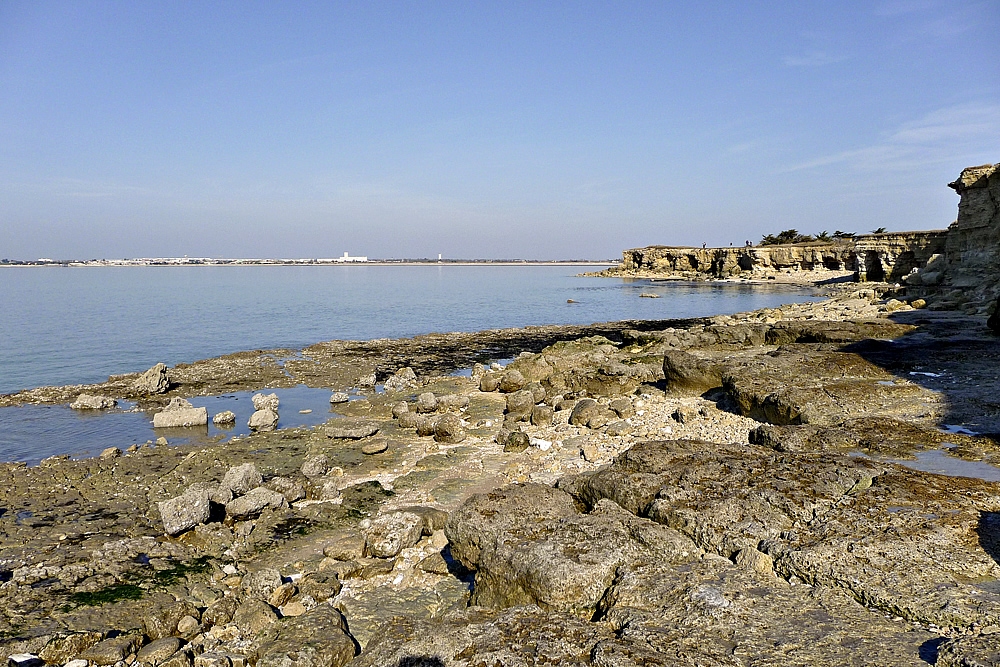
La pointe du Chay à Angoulins, un lieu très prisé des géologues.

Quant au littoral à falaises, ces dernières sont situées tout autour de la pointe du Chay, et forment une presqu'île calcaire, un promontoire effilé qui s'avance dans l'océan. Des  couches, caractérisées par des alternances de lits de marnes et de calcaires oolithiques, peuvent être observées sur les falaises qui bordent le littoral de La Rochelle à Angoulins. Elles mettent en évidence d’épaisses couches de roches blanches alternant avec des couches de sable et de vase très friables, s’étant formées durant les périodes glaciaires, et avec des couches contenant divers coraux, issues des périodes tropicales. La pointe du Chay, à environ cinq kilomètres au sud de La Rochelle, contient de nombreux fossiles d’animaux marins et constitue un lieu d’études paléontologiques particulièrement réputé.
Le calcaire ainsi formé est largement utilisé comme matériau de construction dans les maisons traditionnelles de la région.

## Urbanisme

### Typologie
Au 1er janvier 2024, Angoulins est catégorisée ceinture urbaine, selon la nouvelle grille communale de densité à 7 niveaux définie par l'Insee en 2022.
Elle appartient à l'unité urbaine de La Rochelle, une agglomération intra-départementale dont elle est une commune de la banlieue,. Par ailleurs la commune fait partie de l'aire d'attraction de La Rochelle, dont elle est une commune de la couronne,. Cette aire, qui regroupe 72 communes, est catégorisée dans les aires de 200 000 à moins de 700 000 habitants,.
La commune, bordée par l'océan Atlantique, est également une commune littorale au sens de la loi du 3 janvier 1986, dite loi littoral. Des dispositions spécifiques d’urbanisme s’y appliquent dès lors afin de préserver les espaces naturels, les sites, les paysages et l’équilibre écologique du littoral, tel le principe d'inconstructibilité, en dehors des espaces urbanisés, sur la bande littorale des 100 mètres, ou plus si le plan local d’urbanisme le prévoit.

### Occupation des sols
L'occupation des sols de la commune, telle qu'elle ressort de la base de données européenne d’occupation biophysique des sols Corine Land Cover (CLC), est marquée par l'importance des territoires agricoles (54,5 % en 2018), en diminution par rapport à 1990 (58,5 %). La répartition détaillée en 2018 est la suivante : 
terres arables (30,9 %), zones urbanisées (24,2 %), zones agricoles hétérogènes (14,4 %), zones humides côtières (13,1 %), prairies (9,2 %), zones industrielles ou commerciales et réseaux de communication (8,2 %). L'évolution de l’occupation des sols de la commune et de ses infrastructures peut être observée sur les différentes représentations cartographiques du territoire : la carte de Cassini (XVIIIe siècle), la carte d'état-major (1820-1866) et les cartes ou photos aériennes de l'IGN pour la période actuelle (1950 à aujourd'hui).

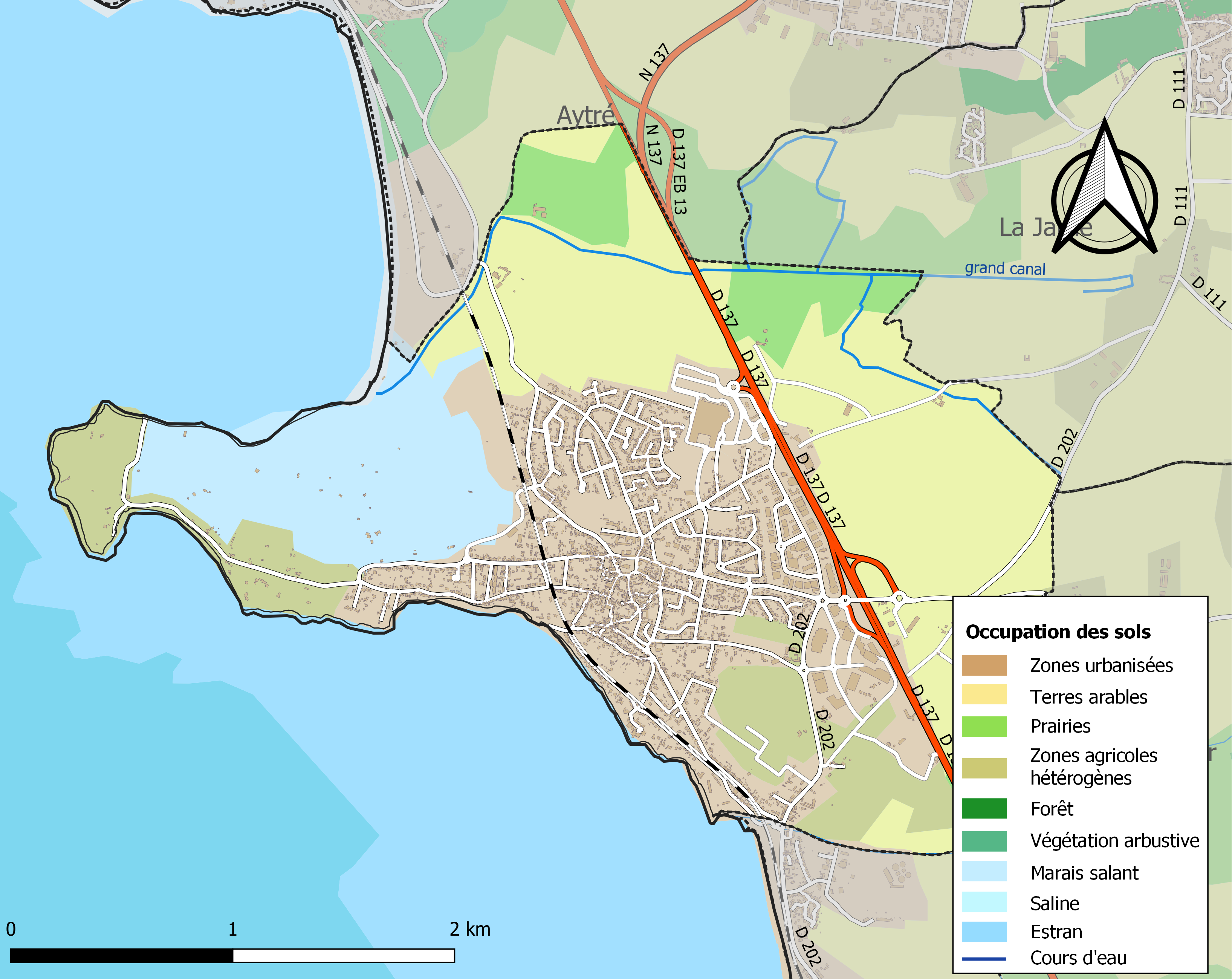
Carte des infrastructures et de l'occupation des sols de la commune en 2018 (CLC).

### Risques majeurs
Le territoire de la commune d'Angoulins est vulnérable à différents aléas naturels : météorologiques (tempête, orage, neige, grand froid, canicule ou sécheresse), inondations, mouvements de terrains et séisme (sismicité modérée). Il est également exposé à un risque technologique, le transport de matières dangereuses. Un site publié par le BRGM permet d'évaluer simplement et rapidement les risques d'un bien localisé soit par son adresse soit par le numéro de sa parcelle.

#### Risques naturels
La commune fait partie du territoire à risques importants d'inondation (TRI) de La Rochelle-Île de Ré, regroupant 21 communes concernées par un risque de submersion marine de la zone côtière, un des 21 TRI qui ont été arrêtés fin 2012 sur le bassin Loire-Bretagne et confirmé en 2018 lors du second cycle de la Directive inondation. Les submersions marines les plus marquantes des XXe et XXIe siècles antérieures à 2019 sont celles liées à la tempête du 9 février 1924, à la tempête du 15 février 1957, aux tempêtes Lothar et Martin des 26 et 27 décembre 1999 et à la tempête Xynthia des 27 et 28 février 2010. Cette tempête a eu pour conséquence l’instauration de zones de solidarité, où les parcelles considérées comme trop dangereuses pour y maintenir des maisons pouvaient à terme être expropriées (Loix, La Flotte, Nieul-sur-Mer, La Rochelle,…). Des cartes des surfaces inondables ont été établies pour trois scénarios : fréquent (crue de temps de retour de 10 ans à 30 ans), moyen (temps de retour de 100 ans à 300 ans) et extrême (temps de retour de l'ordre de 1 000 ans, qui met en défaut tout système de protection),. La commune a été reconnue en état de catastrophe naturelle au titre des dommages causés par les inondations et coulées de boue survenues en 1982, 1999, 2002 et 2010,.

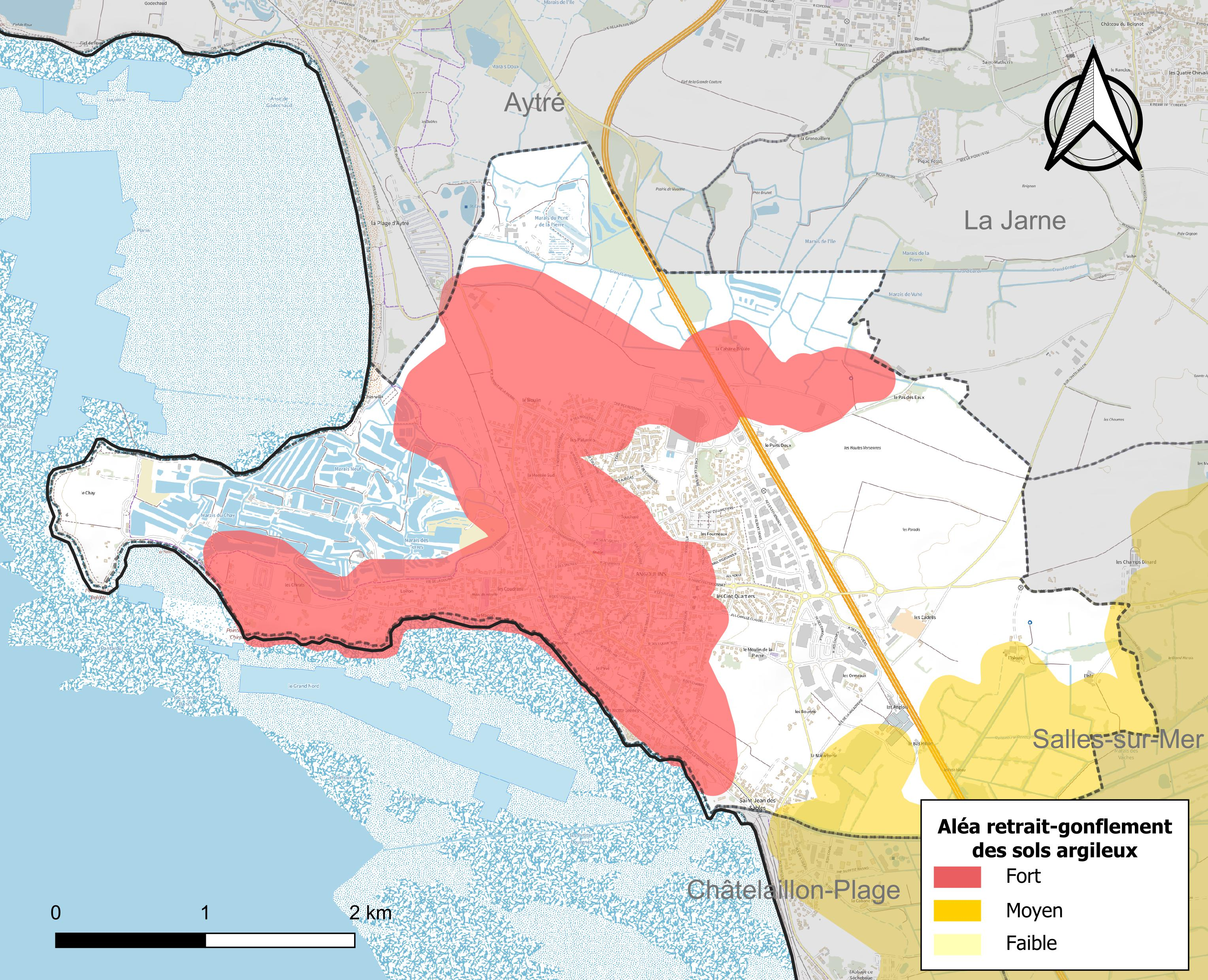
Carte des zones d'aléa retrait-gonflement des sols argileux d'Angoulins.

Les mouvements de terrains susceptibles de se produire sur la commune sont des affaissements et effondrements liés aux cavités souterraines (hors mines) et des tassements différentiels. Par ailleurs, afin de mieux appréhender le risque d’affaissement de terrain, l'inventaire national des cavités souterraines permet de localiser celles situées sur la commune.
Le retrait-gonflement des sols argileux est susceptible d'engendrer des dommages importants aux bâtiments en cas d’alternance de périodes de sécheresse et de pluie. 46,9 % de la superficie communale est en aléa moyen ou fort (54,2 % au niveau départemental et 48,5 % au niveau national). Sur les 1 993 bâtiments dénombrés sur la commune en 2019, 1 485 sont en aléa moyen ou fort, soit 75 %, à comparer aux 57 % au niveau départemental et 54 % au niveau national. Une cartographie de l'exposition du territoire national au retrait gonflement des sols argileux est disponible sur le site du BRGM,.
Par ailleurs, afin de mieux appréhender le risque d’affaissement de terrain, l'inventaire national des cavités souterraines permet de localiser celles situées sur la commune.
Concernant les mouvements de terrains, la commune a été reconnue en état de catastrophe naturelle au titre des dommages causés par la sécheresse en 1989, 2003 et 2011 et par des mouvements de terrain en 1999 et 2010.

#### Risques technologiques
Le risque de transport de matières dangereuses sur la commune est lié à sa traversée par une ou des infrastructures routières ou ferroviaires importantes ou la présence d'une canalisation de transport d'hydrocarbures. Un accident se produisant sur de telles infrastructures est susceptible d’avoir des effets graves sur les biens, les personnes ou l'environnement, selon la nature du matériau transporté. Des dispositions d’urbanisme peuvent être préconisées en conséquence.

## Toponymie
Le toponyme tient ses origines dans le terme celte "golènes" signifiant petites mares ou étangs. On retrouve le toponyme Ingolis ou Ingolinis vers 928, Angolins vers 1329, Angoulins vers 1621.

## Politique et administration

### Liste des maires
| Période                                  | Période  | Identité                | Étiquette | Qualité                    |
| ---------------------------------------- | -------- | ----------------------- | --------- | -------------------------- |
| 1965                                     | 1983     | Albert Denis            | PCF       |                            |
| 1983                                     | 1989     | Robert Cassagnes        |           |                            |
| 1989                                     | 2001     | Claude Grenier          | SE        |                            |
| 2001                                     | 2014     | Marie-Claude Bridonneau | PRG       |                            |
| 2014                                     | 2020     | Daniel Vailleau         | PS        | Retraité de l'enseignement |
| 2020                                     | En cours | Jean-Pierre Nivet       | SE        |                            |
| Les données manquantes sont à compléter. |          |                         |           |                            |

### Région
À la suite de la mise en application de la réforme administrative de 2014 ramenant le nombre de régions de France métropolitaine de 22 à 13, la commune appartient depuis le 1er janvier 2016 à la région Nouvelle-Aquitaine, dont la capitale est Bordeaux. De 1972 au 31 décembre 2015, elle a appartenu à la région Poitou-Charentes, dont le chef-lieu était Poitiers.

## Démographie
Les habitants sont appelés les Angoulinois.

### Évolution démographique
L'évolution du nombre d'habitants est connue à travers les recensements de la population effectués dans la commune depuis 1793. Pour les communes de moins de 10 000 habitants, une enquête de recensement portant sur toute la population est réalisée tous les cinq ans, les populations de référence des années intermédiaires étant quant à elles estimées par interpolation ou extrapolation. Pour la commune, le premier recensement exhaustif entrant dans le cadre du nouveau dispositif a été réalisé en 2004.

En 2022, la commune comptait 4 147 habitants, en évolution de +6,88 % par rapport à 2016 (Charente-Maritime : +4,04 %, France hors Mayotte : +2,11 %).
| 1793  | 1800 | 1806 | 1821 | 1831 | 1836 | 1841 | 1846 | 1851 |
| ----- | ---- | ---- | ---- | ---- | ---- | ---- | ---- | ---- |
| 1 647 | 515  | 514  | 617  | 758  | 752  | 753  | 813  | 832  |

| 1856 | 1861 | 1866 | 1872 | 1876 | 1881 | 1886  | 1891  | 1896  |
| ---- | ---- | ---- | ---- | ---- | ---- | ----- | ----- | ----- |
| 824  | 854  | 848  | 733  | 807  | 916  | 1 127 | 1 175 | 1 437 |

| 1901 | 1906 | 1911 | 1921 | 1926 | 1931  | 1936  | 1946  | 1954  |
| ---- | ---- | ---- | ---- | ---- | ----- | ----- | ----- | ----- |
| 718  | 767  | 817  | 706  | 883  | 1 084 | 1 034 | 1 132 | 1 579 |

| 1962  | 1968  | 1975  | 1982  | 1990  | 1999  | 2004  | 2006  | 2009  |
| ----- | ----- | ----- | ----- | ----- | ----- | ----- | ----- | ----- |
| 1 917 | 2 126 | 2 149 | 2 441 | 2 908 | 3 501 | 3 647 | 3 701 | 3 720 |

| 2014  | 2019  | 2022  | - | - | - | - | - | - |
| ----- | ----- | ----- | - | - | - | - | - | - |
| 3 800 | 4 050 | 4 147 | - | - | - | - | - | - |

### Pyramide des âges
La population de la commune est relativement âgée.
En 2018, le taux de personnes d'un âge inférieur à 30 ans s'élève à 26,6 %, soit en dessous de la moyenne départementale (29 %). À l'inverse, le taux de personnes d'âge supérieur à 60 ans est de 38,2 % la même année, alors qu'il est de 34,9 % au niveau départemental.
En 2018, la commune comptait 1 904 hommes pour 2 091 femmes, soit un taux de 52,34 % de femmes, légèrement supérieur au taux départemental (52,15 %).
Les pyramides des âges de la commune et du département s'établissent comme suit.
| Hommes | Classe d’âge | Femmes |
| ------ | ------------ | ------ |
| 0,8    | 90 ou +      | 3,1    |
| 10,0   | 75-89 ans    | 11,7   |
| 25,4   | 60-74 ans    | 25,2   |
| 20,4   | 45-59 ans    | 21,4   |
| 14,7   | 30-44 ans    | 14,0   |
| 13,5   | 15-29 ans    | 11,8   |
| 15,3   | 0-14 ans     | 12,8   |

| Hommes | Classe d’âge | Femmes |
| ------ | ------------ | ------ |
| 1,1    | 90 ou +      | 2,6    |
| 10,1   | 75-89 ans    | 12,6   |
| 22     | 60-74 ans    | 23,2   |
| 20,1   | 45-59 ans    | 19,7   |
| 16,1   | 30-44 ans    | 15,6   |
| 15,2   | 15-29 ans    | 12,7   |
| 15,4   | 0-14 ans     | 13,6   |

## Jumelages
- Panticosa (Espagne)

## Économie
12 entreprises dans l'industrie, 24 dans la construction, 83 commerces, 37 services, 2 exploitations agricoles, 1 conchylicole. Angoulins est toutefois surtout connue pour sa zone commerciale.

## Équipements et services
Angoulins offre divers équipements destinés à la jeunesse,.

## Culture locale et patrimoine

### Lieux et monuments
Le prieuré Saint-Pierre d'Angoulins est une église fortifiée construite au XVe siècle. Il subsiste les mâchicoulis du chemin de ronde qui relie les trois échauguettes situées à l'angle nord-est et aux deux angles du chevet. La façade ouest forme un clocher mur en triangle fortifié. Le chevet conserve la structure du chemin de ronde entre ses deux échauguettes.
La nef est gothique, voutée d'ogives. Le prieuré Saint-Pierre a été classé monument historique le 2 janvier 1908.

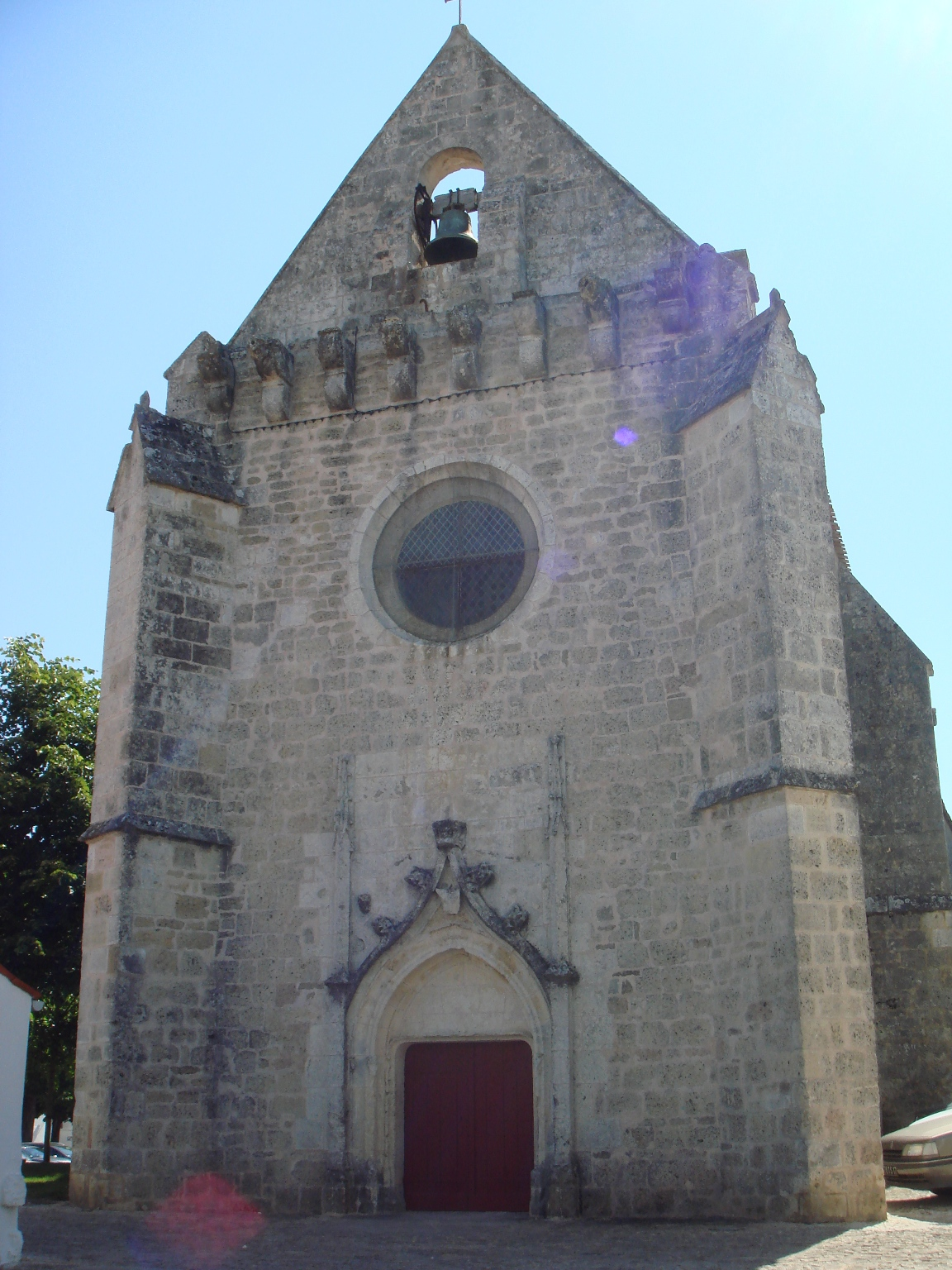
L'église Saint-Pierre.
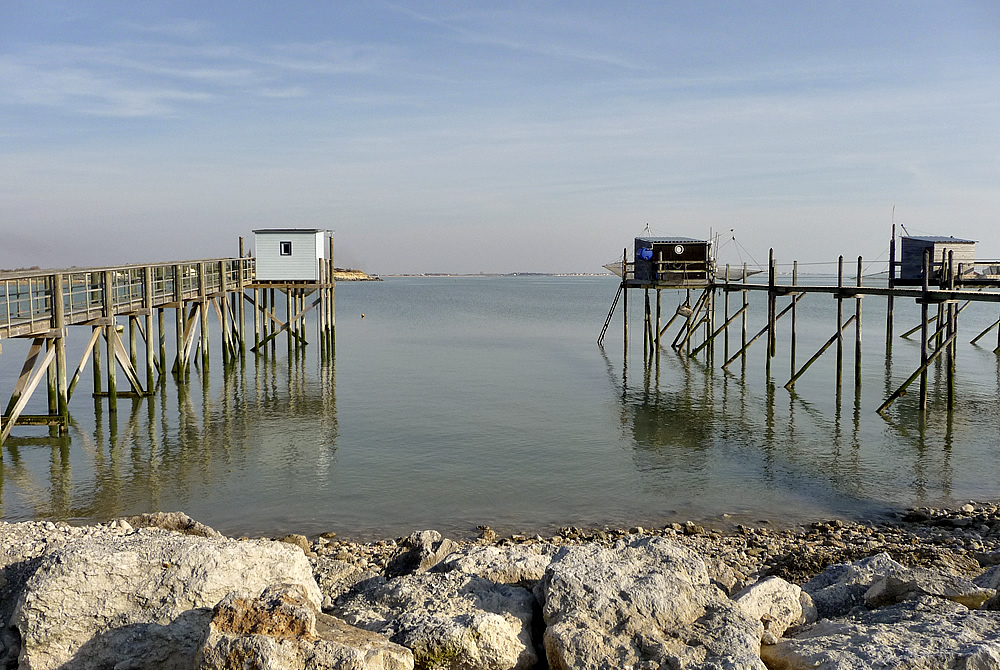
Pêche au carrelet.
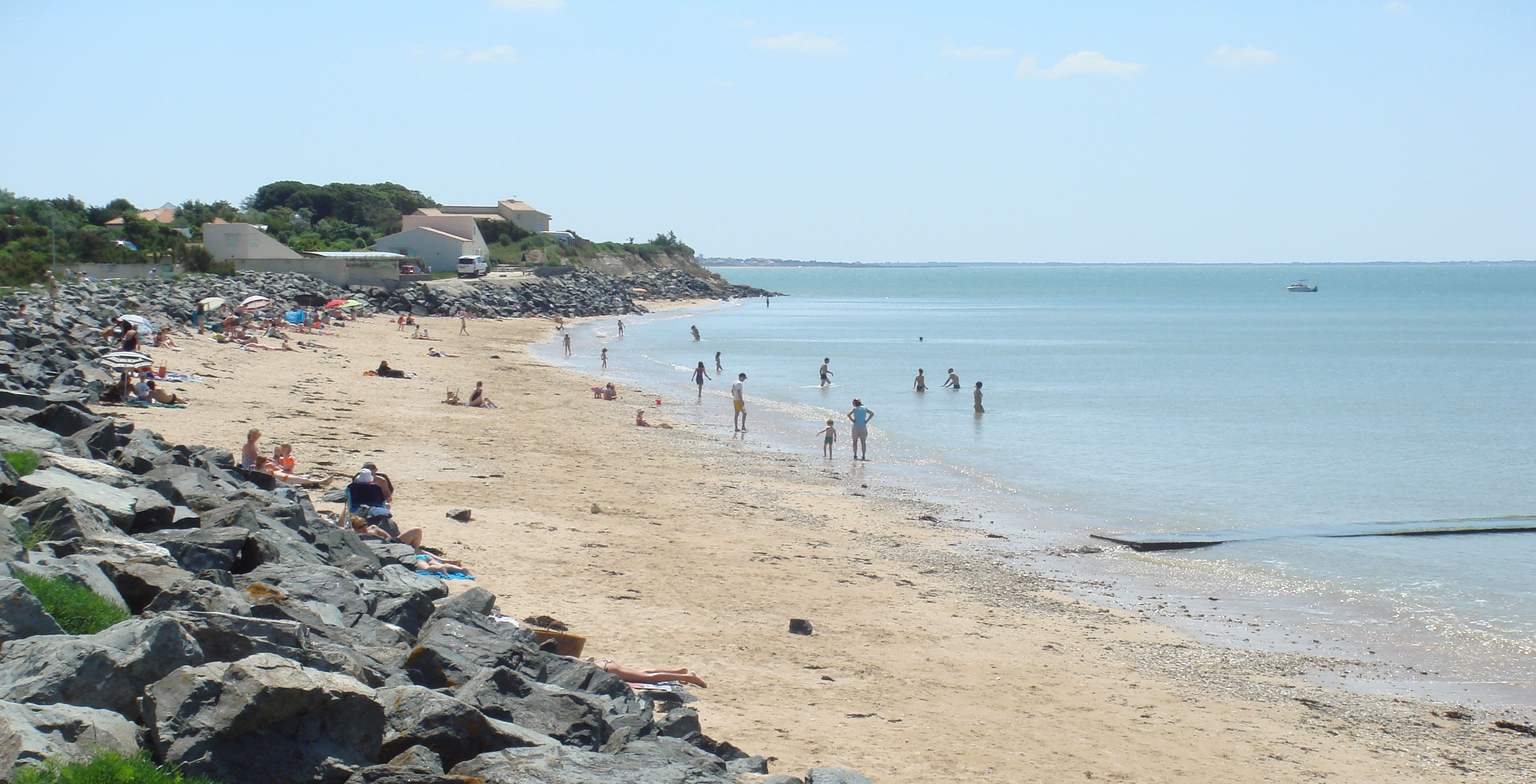
La plage d'Angoulins.

Depuis 2011, les transformateurs ERDF du village font l'objet d'un projet de réhabilitation artistique réalisé par les jeunes de la commune, accompagnés par les animateurs de l'Espace Projets Jeunes Angoul'Loisirs  intitulé « Transfo'ART » :
- en 2011, les jeunes ont réalisé une fresque représentant la légende de la bête de Rô[33] Cette réalisation a été élu « plus beau transformateur » de Charente-Maritime lors d'un suffrage organisé par ERDF[34] ;
- en 2012, ils ont réalisé un paysage angoulinois à l'aide de pochoirs[35] ;
- en 2013, ils se sont inspirés des travaux de JR et de Jef Aérosol pour la réalisation « Un regard sur mon village »[36].
- en 2014, en lien avec les commémorations du centenaire de la première guerre mondiale, les jeunes réalisent une fresque autour des évènements et personnages pacifiques marquants des 100 dernières années[37].

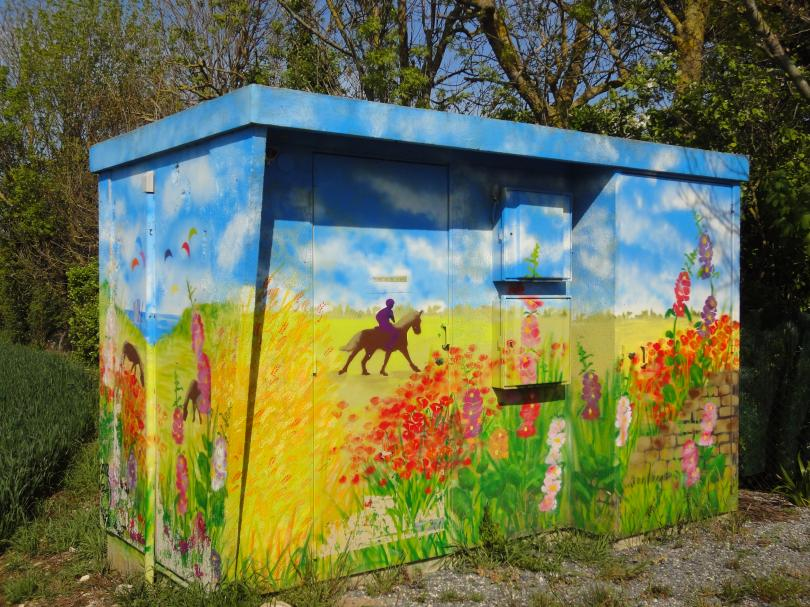
Paysage angoulinois 2012.
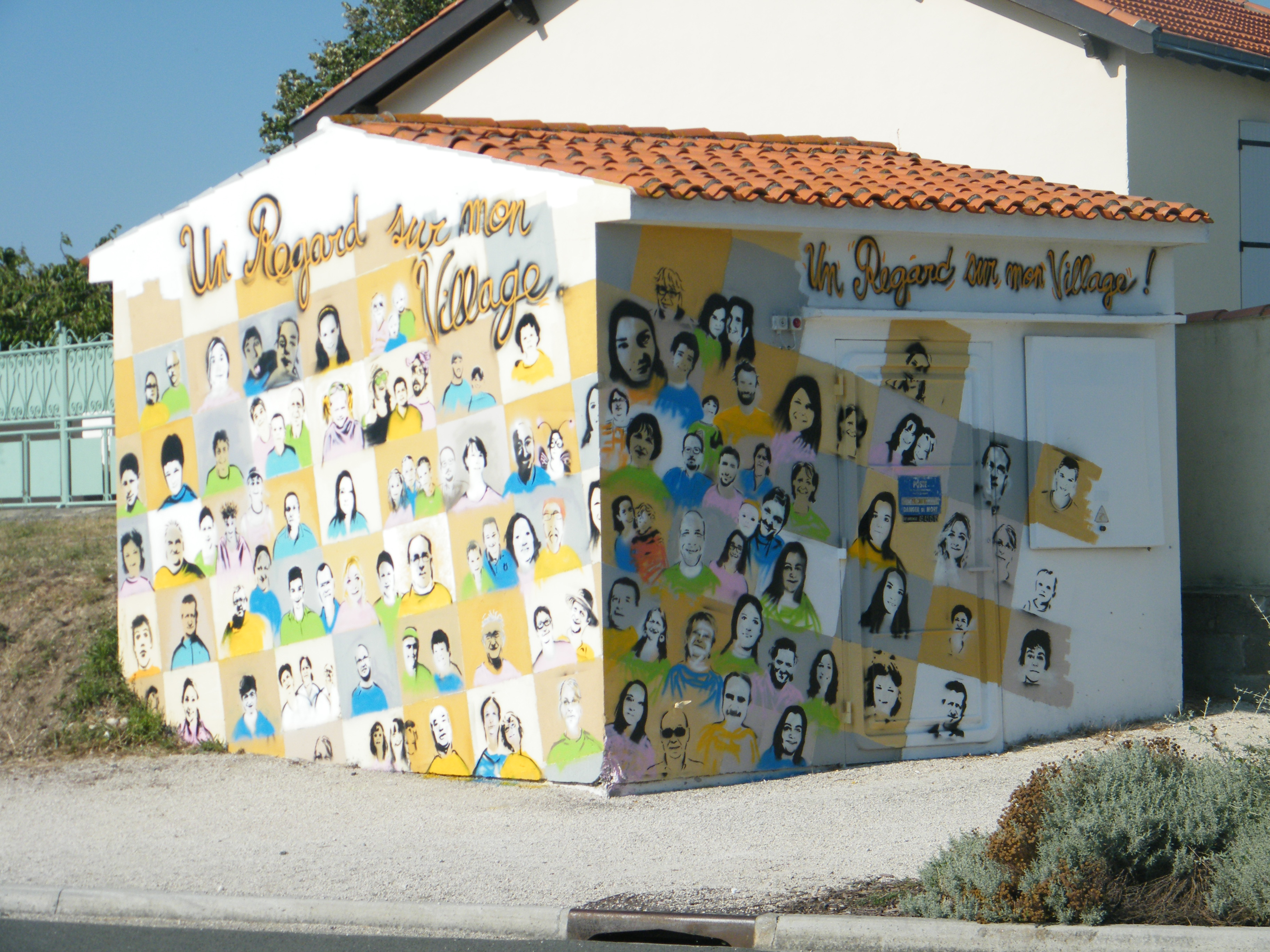
Un regard sur mon village 2013.

### Personnalités liées à la commune
- Colette Besson (1946-2005), athlète médaillée d'or du 400 mètres lors des Jeux olympiques d'été de 1968 à Mexico, repose dans le cimetière communal[38].
- Le père Daniel Brottier, fondateur des orphelins d'Auteuil, venait régulièrement y passer les vacances d'été.
- Louis Ferrant (1908-1979), officier des forces aériennes françaises libres, Compagnon de la Libération, y est inhumé après y avoir passé les dernières années de sa vie.
- Lily Bienvenu (1920-1998), pianiste et compositrice, y est décédée.

### Héraldique
| Blason | Blasonnement : D’azur à la nef flammée d’or, au gouvernail du même, habillée d’argent, à la hune du même, le chef cousu de gueules chargé de trois étoiles aussi d’or. |

### Associations locales
- Angoul'Loisirs : association de Jeunesse et d'Education Populaire loi de 1901 fondée en 1992 qui comporte différents secteurs : halte garderie, centre de loisirs, espaces projets jeunes et secteur famille. L'association compte près de 2000 adhérents et s'étend sur les autres communes du territoire sud rochelais. Depuis 2016, l'association organise également le Festival International du Film de Prévention Citoyenneté Jeunesse à La Rochelle chaque année[39].
- Centre Nautique d'Angoulins : association loi de 1901 fondée en 1976. Constituée au départ d’une poignée de passionnés et d’une cabane en bois, l’association compte aujourd’hui plus d’une centaine de licenciés et fait naviguer près de 2 000 personnes sur l’année (planche à voile, catamaran, optimiste...) En 1990 un plan d’eau artificiel est venu s’ajouter au site.

## Transports

### Gare et halte ferroviaire

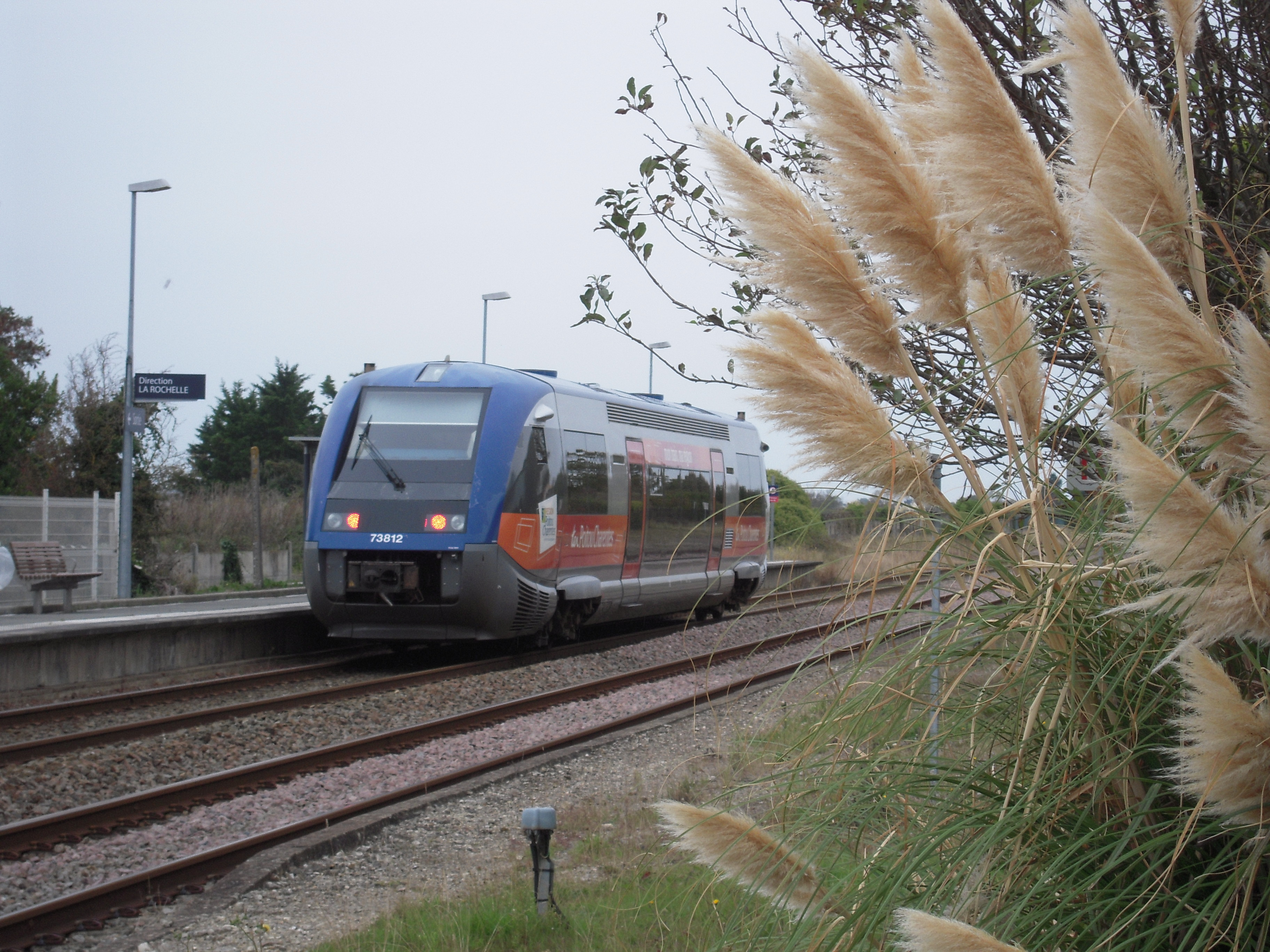
Un TER en gare d'Angoulins.

- Gare d'Angoulins-sur-Mer (halte TER)
- Aytré  (Halte) 3 km
- Châtelaillon-Plage 3,1 km
- La Rochelle (TGV) 6,1 km
- Rochefort 20,7 km

### Aéroport et aérodrome
- La Rochelle (Laleu) 10,8 km
- Rochefort -Saint-Agnant 26 km
- Aérodrome de Royan - Médis 54 km